# Jag ber om hjälp till stillhet i min plåga
Jag ber om hjälp till stillhet i min plåga är en psalm med text skriven 1824 av Erik Sjöberg och redigerad 1981 av Olle Nivenius. Musik är skriven 1938 av Oskar Lindberg.

## Publicerad i
- Den svenska psalmboken 1986 som nr 573 under rubriken "Vaksamhet – kamp – prövning".